# Заречье (Середино-Будский район)
Заречье (укр. Заріччя) — село,
Голубовский сельский совет,
Середино-Будский район,
Сумская область,
Украина.
Код КОАТУУ — 5924480902. Население по переписи 2001 года составляло 33 человека .

## Географическое положение
Село Заречье находится на берегу реки Знобовка, между двумя её старицами, 
выше по течению на расстоянии в 1 км расположено село Новый Свет,
на противоположном берегу — село Голубовка.